# غار یافته
غار یافته یک غار پیش از تاریخی در مرکز استان لرستان و در ناحیه ای نزدیک به شهر خرم‌آباد است. این غار دارای بقایایی از زندگی در عصر پارینه‌سنگی جدید است و از همین روی اهمیت زیادی در مطالعات باستان‌شناسی خاور نزدیک و اروپا دارد. یکی از قدیمی‌ترین مدارک استفاده از زیورآلات ساخته شده از صدف و دندان در این غار یافته شده که حدود ۳۵ هزار سال قدمت دارد.
نخستین کاوش علمی در غار یافته در سال ۱۹۶۵ توسط باستانشناس آمریکایی، فرانک هول انجام گرفت. از سال ۱۳۸۴ خورشیدی نیز دوره جدیدی از کاوشهای علمی از سوی هیئت مشترک ایران و بلژیک به سرپرستی مارسل اوت، فریدون بیگلری و سونیا شیدرنگ در این غار آغاز شده است